# Geconjugeerd zuur
Het geconjugeerde zuur van een base is het zuur, dat wil zeggen: verbinding die een waterstofion kan afstaan, dat ontstaat als de base dissocieert, ook wel: ioniseert.
NH3 + H2O {\displaystyle {\overrightarrow {\leftarrow }}} NH4++OH−,
waarbij NH4+ het geconjugeerde zuur is.
Hoe sterker de base, hoe zwakker het geconjugeerde zuur en omgekeerd: een sterke base zal volledig dissociëren, anders gezegd, het geconjugeerde zuur zal weinig dissociëren, dus is een zwak zuur.
Hetzelfde geldt voor een geconjugeerde base, maar dan omgekeerd.